# De Rijp

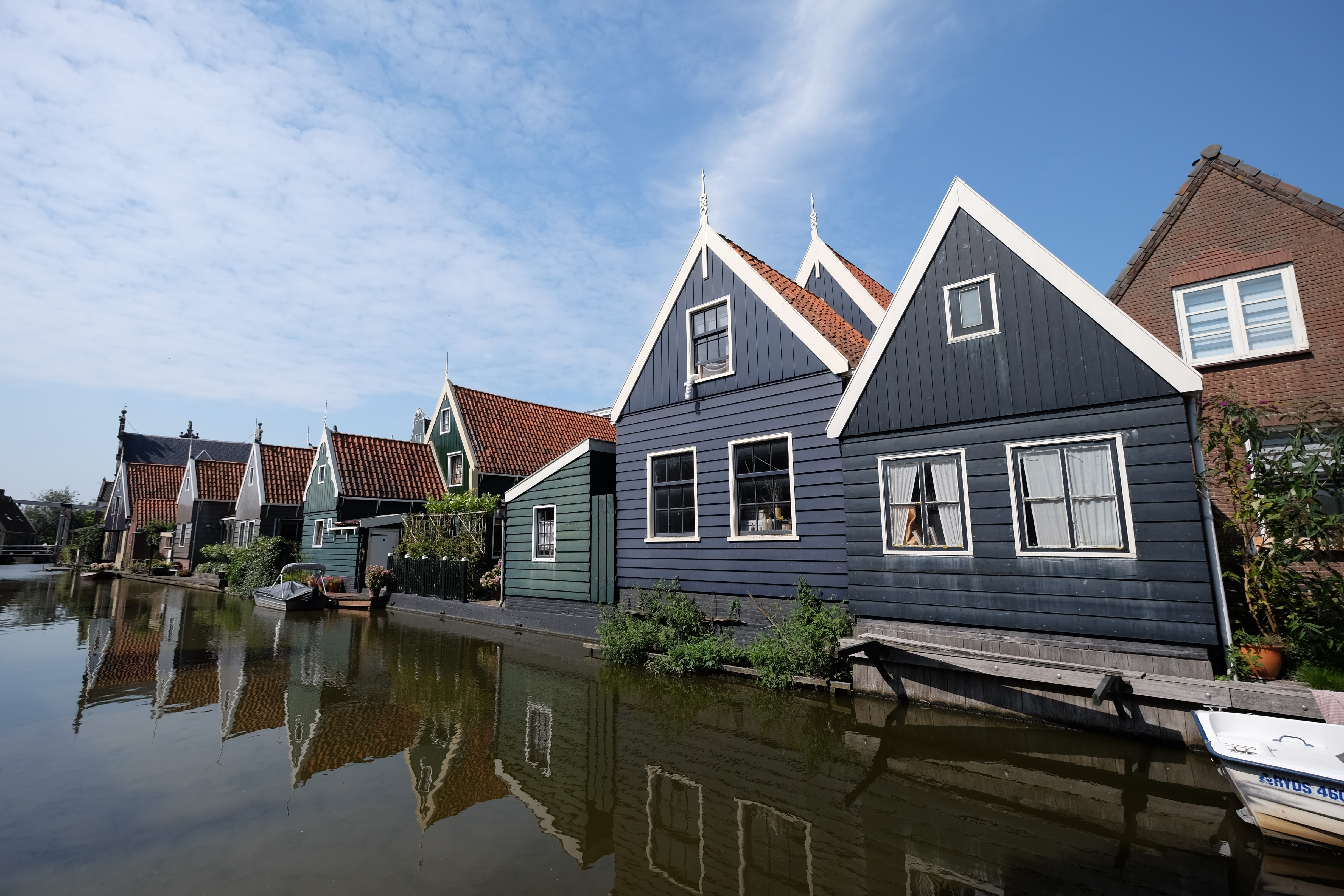
Le long du canal

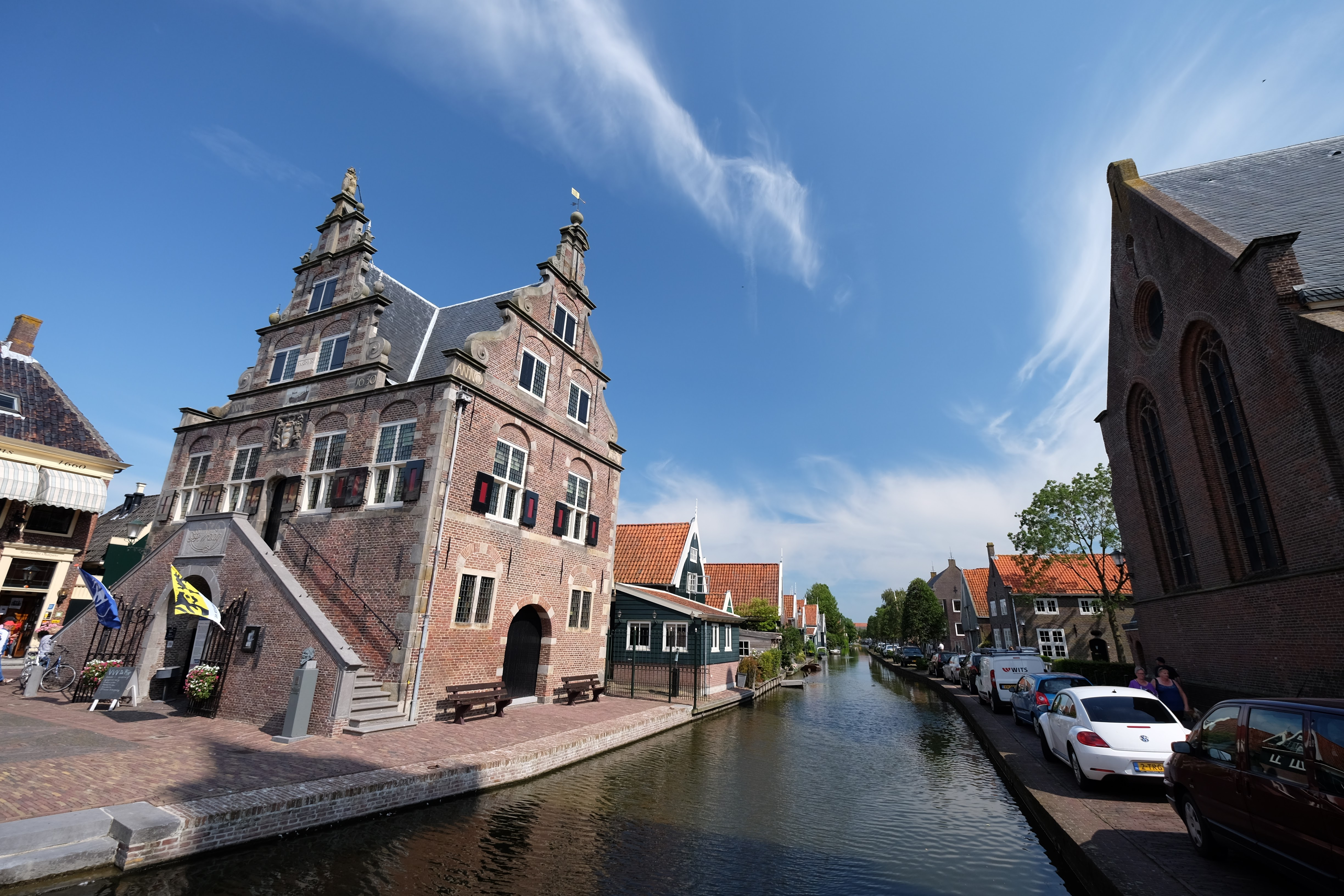
Centre du bourg

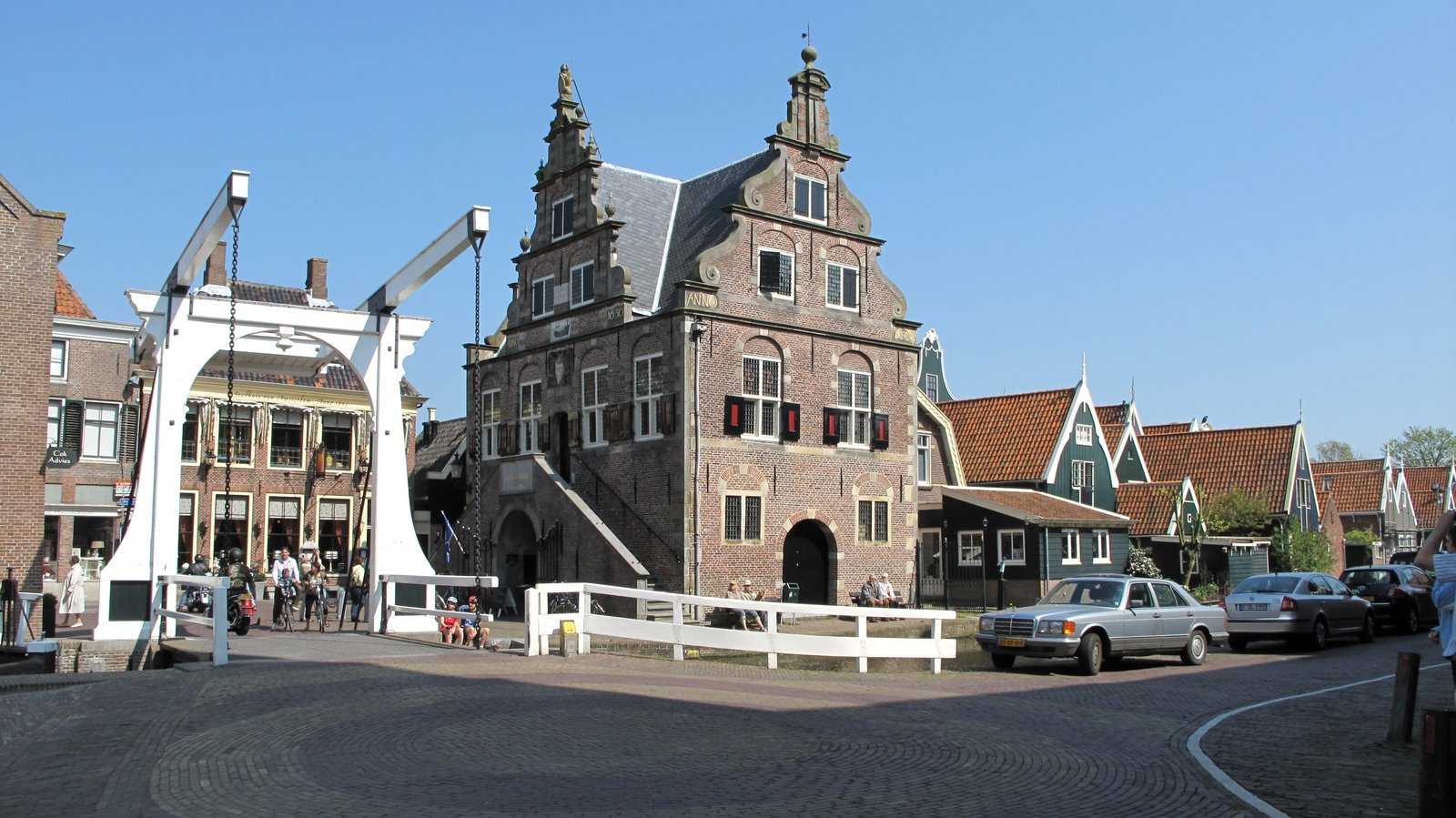
Pont sur le canal au centre du bourg

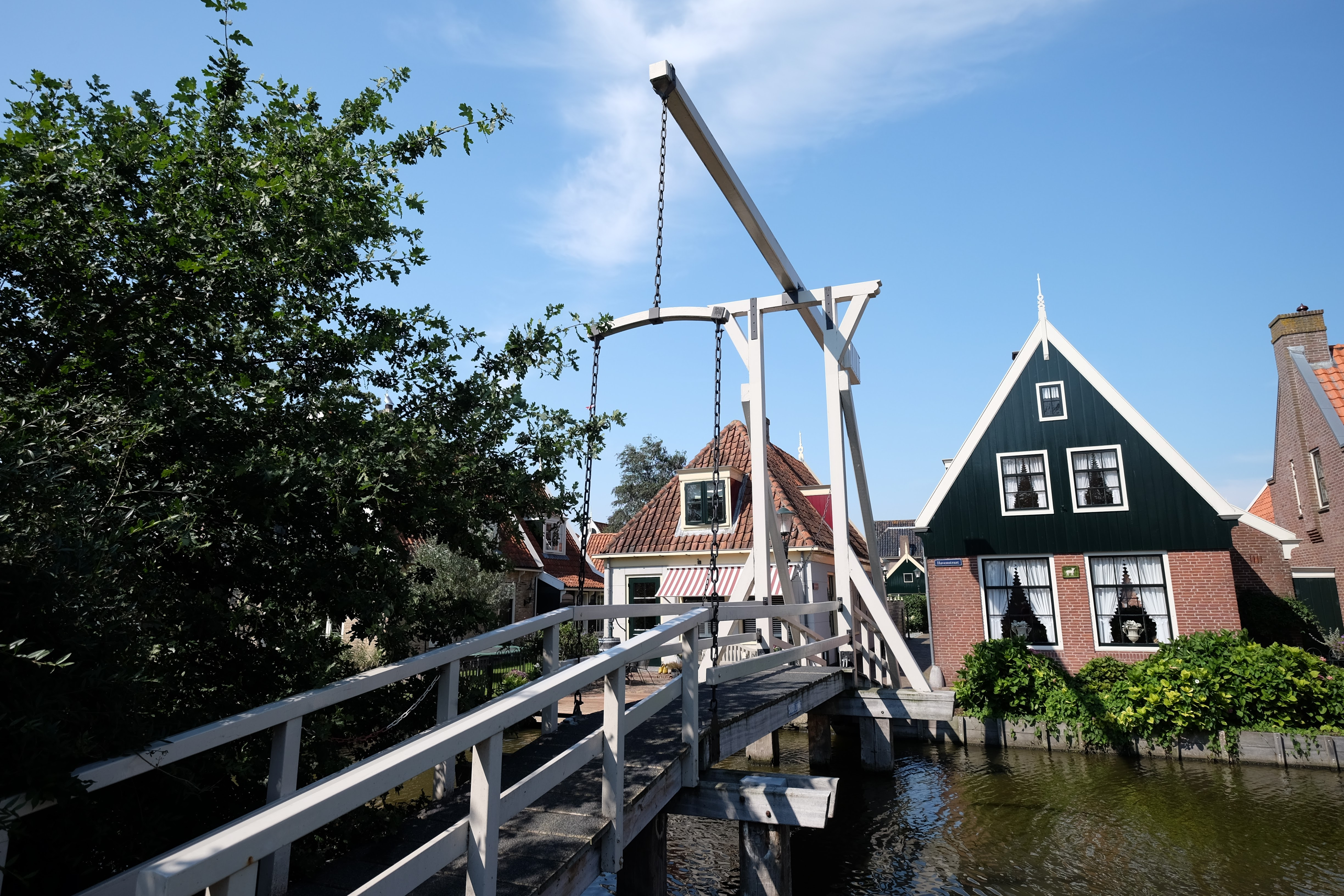
Pont levis

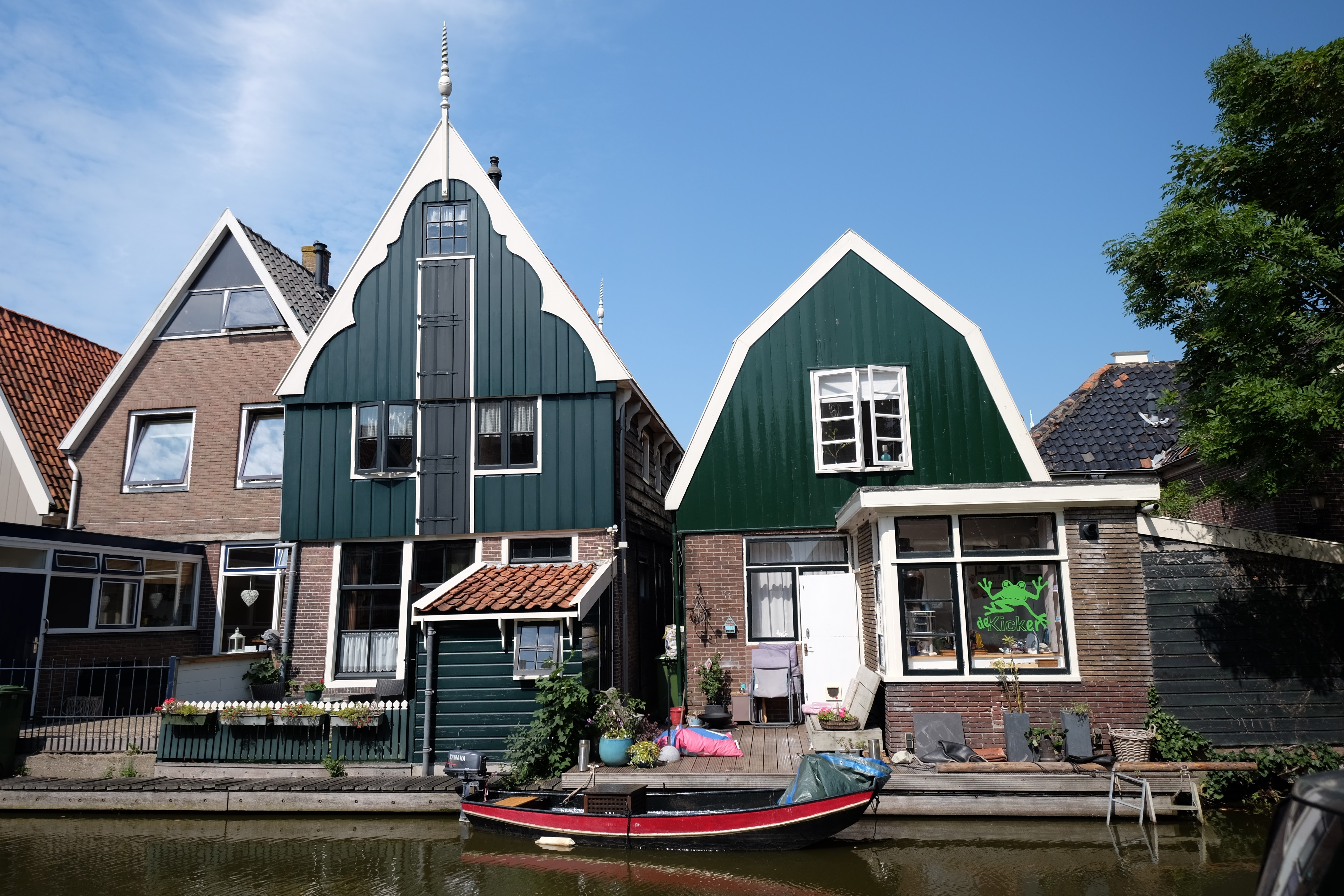
Maisons en bois, côté canal

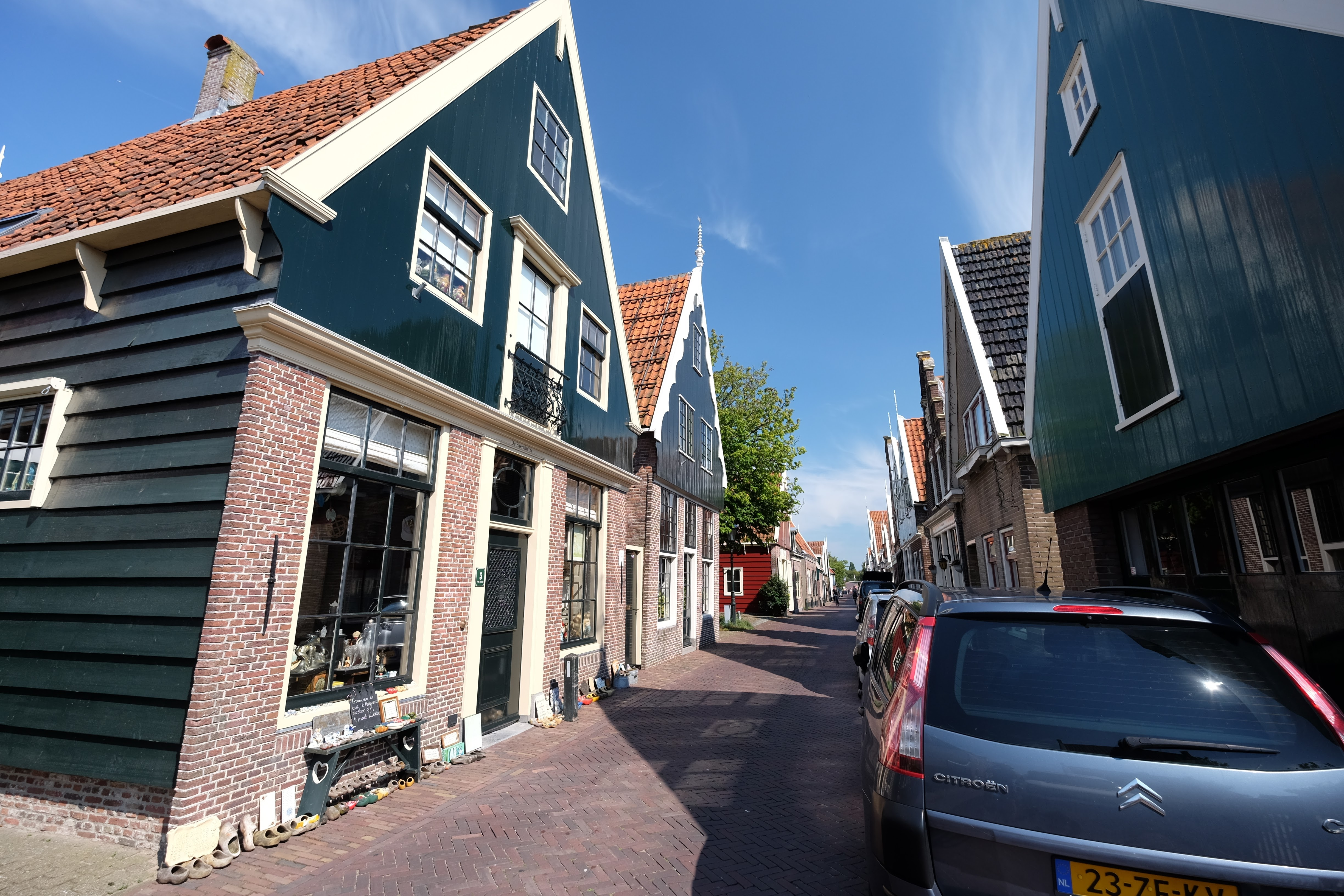
Maisons en bois, côté rue

De Rijp est un village de la province de Hollande-Septentrionale aux Pays-Bas. Elle fait partie de la commune de Alkmaar. Patrie de l'hydraulicien Jan  Leeghwater, ce village est le berceau des techniques néerlandaises de poldérisation.
La population du district statistique (ville et campagne environnante) de De Rijp est de 4 020 habitants environ (2005).

## Personnalités liées à la commune
- C'est la ville natale de Jan Janse Weltevree (1595-1670?), le premier Hollandais qui s'est installé en Corée.
- Gijs Smal (1997-), footballeur néerlandais, y est né.
- Jizz Hornkamp (1998-), footballeur néerlandais, y est né.